# الدخول المبكر للكلية
الدخول المبكر إلى الكلية، الذي يسمى عليه أحيانًا بالقبول المبكر أو الالتحاق المبكر، هو ممارسة السماح لطلاب المرحله الثانوية بالانضمام إلى الكلية، قبل سنة أو أكثر من العمر التقليدي للالتحاق بالكلية، وبدون الحصول على دبلوم المدرسة الثانوية. وفي بعض هذه الحالات يتم عمل ذلك بشكل فردي. ومع ذلك، غالبًا ما يتم ذلك كجزء من برنامج تسريعي جماعي، حيث يتم تسريع العديد من هؤلاء الطلاب إلى الكلية معًا في نفس الوقت. وعادةً ما تستهدف هذه البرامج الطلاب الموهوبين، وقد تدعم هذه الجامعات طلابهم بشبكة دعم اجتماعي وتساعدهم في التعامل مع التغيرات.

## نبذة
من خلال وضع الطلاب في دراسات الكلية بدوام كامل ويختلف الدخول المبكر عن التسجيل المزدوج، المدرسة الثانوية الكلية المبكرة، المستوى المتقدم، البكالوريا الدولية، وشهادة التعليم الدولي المتقدمة، وهي من الطرق البديلة للاعتمادات الجامعية المكتسبة (أو ما يعادلها) أثناء في المدرسة الثانوية.
وتأخذ هذه البرامج للدخول المبكر عددًا من الأشكال. بعضها، مثل أكاديمية جورجيا المتقدمة ومدرسة كلاركسون، وهي برامج خاصة داخل الكليات الضخمة. وفي حالات أخرى، مثل برنامج القبول المبكر في كلية شامير وبرنامج الدخول المبكر في CSULA، ويدرس الدارسون المبكرون جنبًا إلى جنب مع طلاب الكلية التقليديين. كلية بارد سيمون في سيمون روك هي الكلية الوحيدة التي تدوم أربع سنوات، وهي مصممة حصريًا للطلاب اصغر في العمر الكليات التقليديه. كما تسمح بعض الكليات لبعض الشباب الذين سجلو بوقت مبكر بالدخول علي المحاضرات وأن يكونوا جزءًا من مجتمع الكلية.

## التاريخ

### سياق الكلام

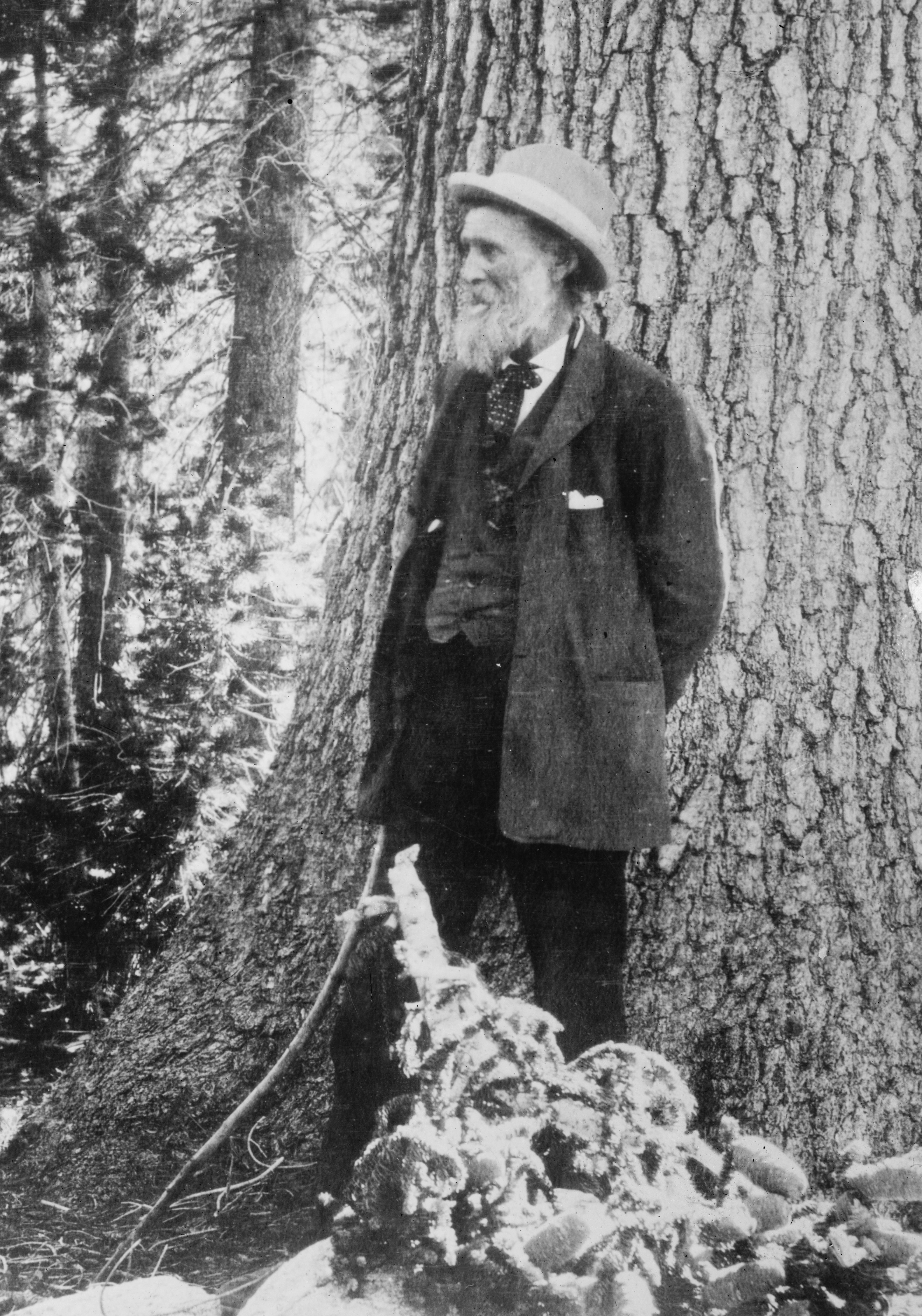
رائد البيئة جون موير. التحق موير بجامعة ويسكونسن دون أي تعليم رسمي مسبق.

قبل القرن العشرين، كان الدخول إلى معظم الكليات الأمريكية عن طريق امتحان أو عن طريق دورة تحضيرية تم تحديدها خصيصًا لتلك الكلية. وكان من الإمكان للطلاب الذين إظهرو استعدادهم للتعليم العالي ان يدخلو في أي عمر مناسب.و تقبل العديد من الكليات بشكل روتيني الطلاب البالغين من العمر 14 عام.  ودخل بعض الطلاب إلى الكلية من تعلمهم الذاتي، أو بعد تلقيهم دروسًا غير رسمية فقط. 
وفي أواخر القرن التاسع عشر، عندما أصبح موضوع التعليم العالي أكثر تنوعًا مع ازدياد الضغط لتوحيد التعليم العالي بشكل عام والانتقال بين المستويات بين التعليم الثانوي والتعليم العالي على وجه الخصوص. وقد كانت أول جامعة جعلت دبلوم المدرسة الثانوية شرطًا ضروريًا وكافًا للقبول كانت جامعة ميشيغان في عام 1870 ؛ ونظرًا لتوحيد التعليم الثانوي من خلال هيئات الاعتماد بدءًا من ثمانينيات القرن التاسع عشر، واتبعت العديد من الكليات والجامعات قيادة ميشيغان.  
وفي العقد الأول من القرن العشرين، تبنت مؤسسة كارنيجي نظام «العد» الذي ابتكرته الرابطة المركزية الشمالية في عام 1902 لمقارنة مختلف المناهج الثانوية والثالثية.  15 أو 16 وحدة كارنيجي (المقابلة لأربع سنوات من المدرسة الثانوية) متطلبًا قياسيًا للدخول إلى الكليات والجامعات الأمريكية، وسرعان ما أصبحت دبلومة المدرسة الثانوية «شرط لا بد منه لدخول الكلية».  إلى ان العديد من الطلاب وصلوا إلى الكلية قبل عيد ميلادهم الثامن عشر، إلا أنه لا يمكنهم الالتحاق بالجامعة إذا لم يدخلو برنامج تالتسارع الاكاديمي في المدرستهم الثانوية للتخرج المبكر. 

### أول المشاريع المنظمة

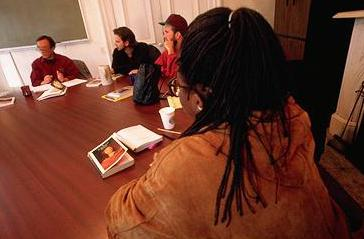
فصل مناقشة في كلية شايمر. وساهم برنامج شامير للالتحاق المبكر بجزء كبير في الهيئة الطلابية لأكثر من 60 عامًا.

وبدأ الضغط ضد القيود المصطنعة التي فرضها نظام «وحدة كارنيجي» في أوائل الثلاثينيات. وقد أجرت كلية ليتل روك جونيور في أركنساس برنامجًا تجريبيًا في عامي 1933 و 1934، حيث قبلت الطلاب في أفضل 25٪ أكاديميًا كطلاب مبتدئين بعد عامهم الثانوي في المدرسة الثانوية.  وكانت جامعة لويزفيل مبتكرًا مبكرًا آخر، وقد بدأت في عام 1934 قبول طلاب المدارس الثانوية الواعدين بعد عامهم الثاني.  وقد أنتجت هذه البرامج المبكرة نتائج أكاديمية إيجابية للغاية، ولكن لم يتم محاكاتها في مكان آخر. على الرغم من أن برنامج لويزفيل كان لا يزال نشطًا في الخمسينيات، اعتبارًا من 2011 لا تقبل الجامعة طلاب المدارس الثانوية إلا على أساس التسجيل المتزامن.
وقد تم اعتماد نهج أكثر راديكالية من قبل روبرت ماينارد هاتشينز لكلية جامعة شيكاغو. ابتداءً من عام 1937، واستقبل برنامج الكلية التجريبية متعدد التخصصات بجامعة شيكاغو الطلاب بدءًا من السنة الثانية في المدرسة الثانوية.  ونظرًا لوجود عدد قليل من المتطلبات الرسمية، وكان الطلاب المشتركون في وقت مبكر من هذا البرنامج يختارون بأنفسهم إلى حد كبير، وجاءوا في الغالب من المدارس القريبة مثل المدرسة الثانوية بالجامعة.  ويخضع الدارسون المبكرون لخمسة امتحانات شاملة إضافية، ولكنهم بخلاف ذلك خضعوا لنفس البرنامج الأكاديمي لخريجي المدارس الثانوية. وعلي الرغم من أن جامعة شيكاغو تخلت عن هذا البرنامج في نهاية المطاف، فقد تم تبنيه من قبل كلية شيمر الصغيرة في عام 1950،  ويستمر البرنامج هناك بشكل معدل حتى يومنا هذا.
خلال الحرب العالمية الثانية، جعلت الحكومة التسريع الأكاديمي أولوية عالية، خاصة في المدرسة الثانوية، من أجل ضمان أن يكون المجندون على درجة عالية من التعليم قدر الإمكان. و في عام 1942، قدمت لجنة السياسات التعليمية توصية رسمية بأن تقبل الكليات طلاب المدارس الثانوية المهرة أكاديميًا في عامهم الثاني.  وقد تبنت المدارس بما في ذلك جامعة إلينوي وجامعة ولاية أوهايو سياسات الدخول المبكر في زمن الحرب.  ومع ذلك، واجهت هذه البرامج التي تم تبنيها في هذه الفترة معارضة شديدة من قبل المدارس الثانوية،   وقد استوقفت هذه البرامج بعد الحرب. 

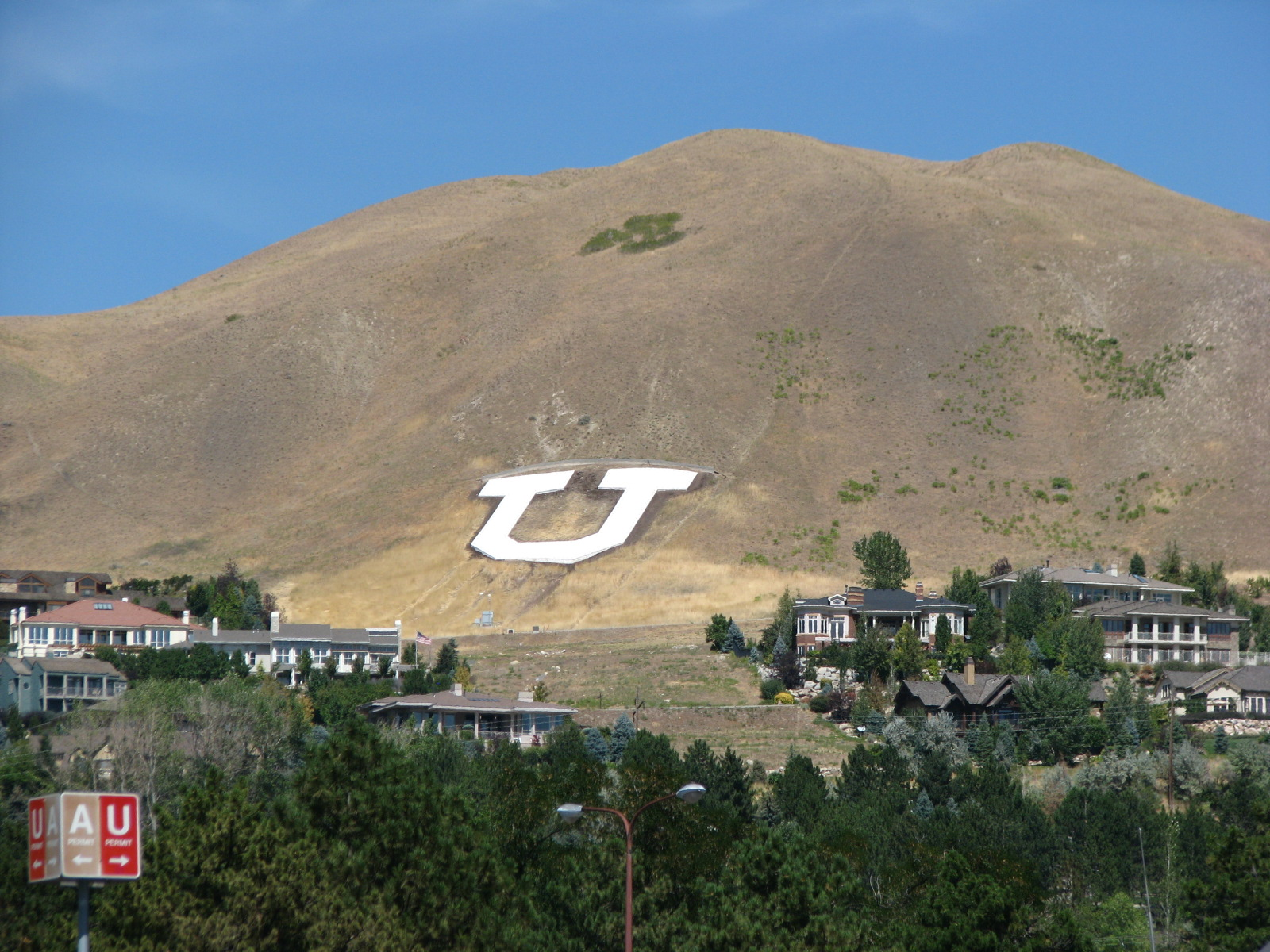
جامعة يوتا "يو" في سولت ليك سيتي. الجامعة هي واحدة من عدد قليل من المشاركين الأصليين في برنامج القبول المبكر الذين ما زالوا يقبلون من السنه الثانيه في المدرسة الثانوية المختارين.

روبرت ماينارد هاتشينز، الذي أسس البرنامج الرائد في جامعة شيكاغو، وقد أصبح بعد ذلك رئيسًا لمؤسسة فورد في عام 1951. وفي هذا المنصب، أنشأ هاتشينز صندوقًا للنهوض بالتعليم، والذي قدم منحة لعدة سنوات لتمويل المنح الدراسية في 1950s لدعم برامج الدخول المبكر الصغيرة في مجموعة واسعة من الكليات والجامعات. جزء من مجموعة من خمسة برامج تتناول الانتقال بين المدرسة الثانوية والكلية،  جذب برنامج القبول المبكر جذب حماسة كبيرا من الجيش لحاجته إلى المجندين المدربين بشكل أمثل خلال الحرب الكورية.  
وعلى الرغم أنه كان المقصود في الأصل إشراك أربع جامعات كبيرة فقط،  فقد شمل «برنامج القبول المبكر» في نهاية المطاف اثنتي عشرة مدرسة: ييل، كولومبيا، ويسكونسن، يوتا، شيكاغو، لويزفيل، فيسك، جوتشر، لافاييت، مورهاوس، أوبرلين، وشيمر.   وقد اختارت كل مدرسة متطلبات القبول الخاصة بها، مع اختيار معظم هذه المدارس كانت انتقائية للغاية. وكانت شيمر فريدًا في اتباع نموذج هتشن الأصلي وفتح هذا البرنامج لجميع مستويات القدرة،  وعلى الرغم من تعديل هذا النهج بعد التجربة الأولية. 
وكان برنامج القبول المبكر في نطاق الوطنية وحصل على منح بلغ مجموعها 3.4 مليونادولار أمريكي $، وكان برنامج القبول المبكر يستهدف طلاب المدارس الثانوية الذين «مانو على استعداد، على حد سواء أكاديميا ونضج الشخصية، للقيام بأعمال الكلية.»  وقد كلف الصندوق بإجراء دراستين مستقلتين حول نتائج البرنامج، إحداهما تقترب منه من وجهة نظر نفسية والأخرى من منظور التحصيل العلمي. وأبلغت الدراستان عن نتائج إيجابية قوية. 
وبعد نفاد الأموال من منحة الصندوق في منتصف الخمسينات، تخلت العديد من المدارس المشاركة عن البرنامج. وكانت أول من فعل ذلك جامعة شيكاغو، التي أنهت في عام 1953 برنامج الدخول المبكر الذي كانت تعمل به منذ الثلاثينيات.  وقد أنشأت مدارس أخرى، مدفوعة بالنتائج القوية، برامج تجريبية خاصة بها؛ وفي عام 1956، كان هنالك 29 مدرسة عضوًا في مجلس الكلية تعمل في برامج القبول المبكر، ومنها 6 فقط كانت جزءًا من برنامج القبول المبكر.  ولكن في غياب الدعم المؤسسي القوي، ومواجهة المقاومة والشكوك من المدارس الثانوية والجامعات، مما ادى إلى تلاشى هذه البرامج فيما بعد.  ومع ذلك، تستمر برامج القبول المبكر في ثلاث من المدارس المشاركة الأصلية حتى يومنا هذا: كلية شيمر،  كلية جوتشر،  وجامعة يوتا.

### البرامج اللاحقة
وفي عام 1960، أدى الضغط الاجتماعي لصالح المساواة إلى تقييد أي جهود أخرى واسعة النطاق بشأن تعليم الموهوبين، والتي اعتبر الدخول المبكر جزءًا منها.  ومع ذلك، استمرت البرامج في عدد قليل من كليات EAP.
وفي عام 1966، افتتحت سيمون روك باعتبارها الكلية الوحيدة في الولايات المتحدة التي تضم هيئة طلابية تتكون بالكامل من الوافدين الأوائل. تأسست سيمونز روك من قبل إليزابيث بلودجيت هول، المديرة السابقة لأكاديمية كونكورد، التي أرادت إنشاء «مؤسسة توفر التعلم للطلاب الذين بدأوا في التفكير بشكل مستقل».
وفي عام 1971، جوليان ستانلي في جامعة جونز هوبكنز جدد الاهتمام في الدخول المبكر وفي تعليم الموهوبين عموما مع نظيره دراسة رياضيا مبكره للشاب الناضج، والذي كان يعمل واحد على واحد مع الطلاب الذين يدخلون جونز هوبكنز لا تزيد أعمارهم عن 13.  
واقتداء جونز هوبكنز، في عام 1977 بجامعة واشنطن وافتتح (UW) برنامج مدخل أول مرة، منظم للطلاب الأصغر سنا من 15.  برنامج و (UW)، والمعروف باسم مدرسة الانتقال والدخول المبكر البرنامج، قدمت نموذجا لللعديد من برامج القبول المبكر اللاحقة التي تستهدف الطلاب الموهوبين للغاية.  وتشمل هذه البرامج برنامج الفتيات الموهوبين بشكل استثنائي الذي تم إنشاؤه في جامعة ماري بالدوين (كلية ماري بالدوين سابقًا) في عام 1985.
وفي عام 1978، بدأت جامعة العلوم والتكنولوجيا الصينية (USTC) أول برنامج للدخول المبكر في جمهورية الصين الشعبية. ونتيجة لنجاح هذا البرنامج، تم تكراره لاحقًا في 12 جامعة إضافية في الصين. 

## قائمة برامج القبول المبكر
| اسم البرنامج            | الجامعة المنتسبة          | موقعك                        |
| ----------------------- | ------------------------- | ---------------------------- |
| برنامج الانتقال الجامعي | جامعة كولومبيا البريطانية | فانكوفر، كولومبيا البريطانية |

| اسم البرنامج              | الجامعة المنتسبة                  | موقعك       |
| ------------------------- | --------------------------------- | ----------- |
| فئة خاصة للشباب الموهوبين | جامعة العلوم والتكنولوجيا الصينية | خفى، وانهوى |

### الولايات المتحدة الأمريكية
| اسم البرنامج                                           | الجامعة المنتسبة                   | موقعك                        |
| ------------------------------------------------------ | ---------------------------------- | ---------------------------- |
| أكاديمية العلماء الشباب                                | جامعة واشنطن                       | سياتل، واشنطن                |
| برنامج العلماء المعجل                                  | أكاديمية وينتوورث العسكرية         | ليكسينغتون، ميزوري           |
| اكاديمية جورجيا المتقدمة (البائد)                      | جامعة غرب جورجيا                   | كارولتون، جورجيا             |
| كلية بارد في سيمونز روك                                | كلية بارد (معتمدة بشكل مستقل)      | بارينغتون العظمى، ماساتشوستس |
| تجربة جماعية معجلة                                     | جامعة ساحل خليج فلوريدا            | فورت مايرز، فلوريدا          |
| أكاديمية جامعة بوسطن                                   | جامعة بوسطن                        | بوسطن، ماساتشوستس            |
| كلية الاكاديمية @ قبل الميلاد                          | كلية بروارد                        | ديفي، فلوريدا                |
| الكلية المبكرة في نورث وسترن                           | جامعة نورث وسترن - سانت بول        | روزفيل، مينيسوتا             |
| برنامج الكلية المبكرة في مدرسة روبرت إي لي الثانوية    | كلية ولاية فلوريدا في جاكسونفيل    | جاكسونفيل، فلوريدا           |
| برنامج الدخول المبكر                                   | جامعة ولاية كاليفورنيا، لوس أنجلوس | لوس انجلوس كاليفورنيا        |
| برنامج الالتحاق المبكر                                 | كلية شيمر                          | شيكاغو، إلينوي               |
| برنامج الشرف المبكر                                    | جامعة ألاسكا باسيفيك               | أنكوريج، ألاسكا              |
| مدرسة فلوريدا الأطلسية الثانوية                        | جامعة فلوريدا أتلانتيك             | بوكا راتون، فلوريدا          |
| أكاديمية جورجيا                                        | جامعة ولاية وسط جورجيا             | كوكران، جورجيا               |
| أكاديمية كنساس للرياضيات والعلوم                       | جامعة ولاية فورت هايز              | هايز، كانساس                 |
| أكاديمية ميسوري للعلوم والرياضيات والحوسبة             | جامعة شمال غرب ولاية ميسوري        | ماريفيل، ميزوري              |
| أكاديمية Bucksbaum الدخول المبكر                       | جامعة ايوا                         | مدينة أيوا، أيوا             |
| برنامج الموهوبين بشكل استثنائي                         | جامعة ماري بالدوين (للنساء فقط)    | ستونتون، فيرجينيا            |
| برنامج الشرف المقيم                                    | جامعة جنوب كاليفورنيا              | لوس انجلوس كاليفورنيا        |
| أكاديمية تكساس للرياضيات والعلوم                       | جامعة شمال تكساس                   | دنتون، تكساس                 |
| مدرسة كلاركسون                                         | جامعة كلاركسون                     | بوتسدام، نيويورك             |
| الكلية المبكرة في جيلفورد                              | كلية جيلفورد                       | جرينسبورو، نورث كارولينا     |
| الكلية الأولى فورسيث                                   | كلية فورسيث التقنية للمجتمع        | ونستون سالم، نورث كارولينا   |
| المدرسة الانتقالية وبرنامج القبول المبكر               | جامعة واشنطن                       | سياتل، واشنطن                |
| أكاديمية كارول مارتن جاتون للرياضيات والعلوم في كنتاكي | جامعة ويسترن كنتاكي                | بولينج جرين بولاية كنتاكي    |
| أكاديمية الحرف للتميز في العلوم والرياضيات             | جامعة ولاية مورهيد                 | مورهيد، كنتاكي               |
| برنامج الكلية المبكرة                                  | كلية سنترال فلوريدا                | أوكالا، فلوريدا              |
| برنامج الكلية المبكرة بجامعة جورج واشنطن               | جامعة جورج واشنطن                  | واشنطن العاصمة               |